# Bill Mollison
Bill Mollison, avstralski raziskovalec, znanstvenik, pisec, pedagog in naravovarstvenik * 1928, Tasmanija, Avstralija, † 24. september 2016, Hobart.
Znan je kot »oče permakulture«.

## Življenjepis
Bill Mollison se je rodil leta 1928 v ribiški vasici Stanley na Tasmaniji. Pri petnajstih letih mu je umrl oče, zato je pustil šolo, da bi pomagal v družinski pekarni. Kmalu zatem se je odpravil na morje, kjer je služil kot ribič na morske pse. Do leta 1954 je opravljal vrsto poklicev - od gozdarja, mlinarja in nastavljavca pasti do trgovca z živalmi.
Leta 1954 se je Bill pridružil Skupini za opazovanje divjine (CSIRO) in je 9 let delal kot biolog v različnih krajih po Avstraliji. Leta 1963 je eno leto opravljal delo kustosa v Tasmanskem muzeju, potem pa se je priključil Komisiji za ribolov v sladkih vodah in se vrnil k delu na zemlji.
Ko je leta 1966 začel s svojim formalnim študijem, je prosti čas preživljal tako, da je skrbel za ovce, obiskoval plesne prireditve, lovil morske pse in honorarno poučeval na dekliški šoli. Po diplomi iz biogeografije je bil imenovan za predavatelja na Tasmanski univerzi. Leta 1974 sta z njegovim takratnim študentom Davidom Holmgrenom, razvila zamisel o permakulturi in jo objavila v dveh publikacijah: Permakultura 1 in Permakultura 2.
Ko je Mollison leta 1978 odšel z univerze, je vso svojo energijo usmeril v izpopolnjevanje sistema permakulture kakor tudi v širjenje te zamisli in njenih načel po svetu. Predaval je velikemu številu študentov, objavljal številne članke in poročila, sodeloval je pri oblikovanju učnih načrtov, načrtoval ureditev kmetij, nudil je nasvete za ureditev mestnih območij in svetoval lokalnim vladnim organom.
Bill Mollison je bil izvršni direktor Inštituta za permakulturo, ki je bil ustanovljen leta 1978. Inštitut razširja znanje o praktičnem načrtovanju uporabe zemlje, vode, rastlin in pravno-ekonomskih sistemov. Leta 1981 je prejel Right Livelihood Award. Bil je tudi oče šestih otrok.

## Knjige
- Permaculture One: A Perennial Agriculture for Human Settlements (with David Holmgren, Trasworld Publishers, 1978)
- Permaculture Two; Practical Design for Town and Country in Permanent Agriculture (Tagari Publications, 1979)
- Permaculture - A Designer's Manual (1988)
- Introduction to Permaculture (1991); prevedena v slovenščino: Uvod v permakulturo (1996), (COBISS)
- The Permaculture Book of Ferment and Human Nutrition (1993)
- Travel in Dreams (1996).